# Carl Rammelsberg
Carl Friedrich August Rammelsberg (født 1. april 1813 i Berlin, død 28. december 1899 sammesteds) var en tysk kemiker.
Rammelsberg var oprindelig farmaceut, tog doktorgraden 1837, blev 1846 privatdocent og derefter ekstraordinær professor og senere professor i uorganisk kemi ved universitetet i Berlin og var fra 1850 tillige lærer ved Königliches Gewerbe-Institut; 1855 blev han medlem af Berlin-akademiet. 1874—91 var han direktør for Universitetslaboratorium II. Rammelsbergs undersøgelser er udførte på den uorganiske og ganske særlig på den mineralogiske kemis område; han erhvervede sig stor fortjeneste ved udgivelsen af sin Handbuch der Mineralchemie (2. oplag 1875) og sin Krystallographische physikalische Chemie. Foruden talrige tidsskriftartikler, der alle er præget af stor grundighed og pålidelighed, har Rammelsberg endvidere skrevet Lehrbucb der chemischen Metallurgie (1850 og 1865) og Chemische Abhandlungen (1888).